# Ильинский, Юрий Анатольевич
Юрий Анатольевич Ильинский (27.01.1936, Кострома — 21.07.2019, Нью-Мексико) — российский физик, лауреат Государственной премии СССР (1975).

## Биография
Окончил физический факультет МГУ (1959). Работал там же, в 1984—1995 профессор кафедры квантовой радиофизики. Читал курсы «Статистическая радиофизика», «Физика твёрдого тела», «Взаимодействие электромагнитного излучения с веществом».
Кандидат физико-математических наук (1963). Доктор физико-математических наук (1976). Тема кандидатской диссертации «Параметрические усилители и умножители частоты». Тема докторской диссертации «Вопросы генерации и преобразования частоты инфракрасного и гамма-излучения в кристаллах и газах».
Область научных интересов: радиофизика, лазерная физика, нелинейная оптика, теория кооперативных явлений в оптике.
С 1970 г. участник НИР «Применение лазеров для специальных целей», НИР-ОКР НПО «Астрофизика». Руководитель: Хохлов Р. В. Участники НИР: Ахманов С. А., Базыленко В. А., Воронин Э. С., Ильинский Ю. А., Криндач Д. П., Прокопенко В. Е., Соломатин В. С., Старков Г. С.
Лауреат Государственной премии СССР (1975) в составе авторского коллектива (Э. С. Воронин, Ю. А. Ильинский и В. С. Соломатин) за цикл работ в области прикладной оптики (спецтехника оборонного назначения).
С 1992 г. профессор университета Остина (Техас), куда уехал вместе с женой — Заболотской Евгенией Андреевной (ведущий научный сотрудник ИОФ РАН; родилась 26 ноября 1935 г.; доктор физико-математических наук).

## Основные труды
- Вопросы генерации и преобразования частоты инфракрасного и гамма-излучения в кристаллах и газах : диссертация … доктора физико-математических наук : 01.04.03. — Москва, 1976. — 262 с. : ил.
- Взаимодействие электромагнитного излучения с веществом : [Учеб. пособие для физ. спец. вузов] / Ю. А. Ильинский, Л. В. Келдыш. — М. : Изд-во МГУ, 1989. — 299,[2] с. : ил.; 22 см; ISBN 5-211-00346-2 (В пер.)
- Кооперативные явления в оптике : Сверхизлучение. Бистабильность. Фазовые переходы / А. В. Андреев, В. И. Емельянов, Ю. А. Ильинский. — М. : Наука, 1988. — 286,[1] с. : ил.; 22 см. — (Современ. пробл. физики).; ISBN 5-02-013837-1 (В пер.)

### Последние публикации датированы 2012—2013 гг.
- Y. A. Ilinskii, E. A. Zabolotskaya, M. F. Hamilton, «Acoustic radiation force on a sphere in tissue», AIP Conference Proceedings, Vol. 1474 1, p. 255—258, (2012).
- Y. A. Ilinskii, E. A. Zabolotskaya, M. F. Hamilton, «Acoustic radiation force on a sphere without restriction to axisymmetric fields», Proceedings of Meetings on Acoustics, Vol. 19, 045004 (2013).